# Formuła E Sezon 2016/2017
Sezon 2016/2017 Formuły E – trzeci sezon Formuły E. Sezon rozpoczął się 9 października 2016 w Hongkongu, a zakończył się 30 lipca 2017 w Montrealu. Tytuł mistrza świata kierowców zdobył Lucas Di Grassi, a tytuł mistrza konstruktorów po raz trzeci zdobyła ekipa Renault e.dams. Sezon składał się z dwunastu wyścigów. 

## Lista startowa
| Zespół                         | Konstruktor          | Samochód               | Opony | Nr | Kierowcy wyścigowi     | Rundy      |
| ------------------------------ | -------------------- | ---------------------- | ----- | -- | ---------------------- | ---------- |
| DS Virgin Racing               | Spark-Citroën        | Virgin DSV-02          | M     | 2  | Sam Bird               | 1–12       |
| DS Virgin Racing               | Spark-Citroën        | Virgin DSV-02          | M     | 37 | José María López       | 1–8, 11-12 |
| DS Virgin Racing               | Spark-Citroën        | Virgin DSV-02          | M     | 37 | Alex Lynn              | 9-10       |
| NextEV NIO                     | Spark-NEXTEV         | NEXTEV TCR Formula 002 | M     | 3  | Nelson Piquet Jr.      | 1–12       |
| NextEV NIO                     | Spark-NEXTEV         | NEXTEV TCR Formula 002 | M     | 88 | Oliver Turvey          | 1–12       |
| Venturi Formula E Team         | Spark-Venturi        | Venturi VM200-FE-02    | M     | 4  | Stéphane Sarrazin      | 1–6        |
| Venturi Formula E Team         | Spark-Venturi        | Venturi VM200-FE-02    | M     | 4  | Tom Dillmann           | 7-12       |
| Venturi Formula E Team         | Spark-Venturi        | Venturi VM200-FE-02    | M     | 5  | Maro Engel             | 1–5, 7-12  |
| Venturi Formula E Team         | Spark-Venturi        | Venturi VM200-FE-02    | M     | 5  | Tom Dillmann           | 6          |
| Faraday Future Dragon Racing   | Spark-Penske         | Penske 701-EV          | M     | 6  | Loïc Duval             | 1–5, 7-12  |
| Faraday Future Dragon Racing   | Spark-Penske         | Penske 701-EV          | M     | 6  | Mike Conway            | 6          |
| Faraday Future Dragon Racing   | Spark-Penske         | Penske 701-EV          | M     | 7  | Jérôme d’Ambrosio      | 1–12       |
| Renault e.Dams                 | Spark-Renault        | Renault Z.E 16         | M     | 8  | Nicolas Prost          | 1–12       |
| Renault e.Dams                 | Spark-Renault        | Renault Z.E 16         | M     | 9  | Sébastien Buemi        | 1–8, 11-12 |
| Renault e.Dams                 | Spark-Renault        | Renault Z.E 16         | M     | 9  | Pierre Gasly           | 9-10       |
| ABT Schaeffler Audi Sport      | Spark-Abt Sportsline | ABT Schaeffler FE02    | M     | 11 | Lucas Di Grassi        | 1–12       |
| ABT Schaeffler Audi Sport      | Spark-Abt Sportsline | ABT Schaeffler FE02    | M     | 66 | Daniel Abt             | 1–12       |
| Mahindra Racing Formula E Team | Spark-Mahindra       | Mahindra M3ELECTRO     | M     | 19 | Felix Rosenqvist       | 1–12       |
| Mahindra Racing Formula E Team | Spark-Mahindra       | Mahindra M3ELECTRO     | M     | 23 | Nick Heidfeld          | 1–12       |
| Panasonic Jaguar Racing        | Spark-Jaguar         | Jaguar I-Type 1        | M     | 20 | Mitch Evans            | 1–12       |
| Panasonic Jaguar Racing        | Spark-Jaguar         | Jaguar I-Type 1        | M     | 47 | Adam Carroll           | 1–12       |
| Techeetah                      | Spark-Renault        | Renault Z.E 16         | M     | 25 | Jean-Éric Vergne       | 1–12       |
| Techeetah                      | Spark-Renault        | Renault Z.E 16         | M     | 33 | Ma Qinghua             | 1–3        |
| Techeetah                      | Spark-Renault        | Renault Z.E 16         | M     | 33 | Esteban Gutiérrez      | 4–6        |
| Techeetah                      | Spark-Renault        | Renault Z.E 16         | M     | 33 | Stéphane Sarrazin      | 7-12       |
| MS Amlin Andretti              | Spark-Andretti       | ATEC-02                | M     | 27 | Robin Frijns           | 1–12       |
| MS Amlin Andretti              | Spark-Andretti       | ATEC-02                | M     | 28 | António Félix da Costa | 1–12       |

### Zmiany wśród zespołów
- Do Formuły E dołączył zespół Panasonic Jaguar Racing, który zastąpił miejsce ekipy Trulli[39].
- W kwietniu 2016, Aguri Suzuki, właściciel Team Aguri poinformował o wycofaniu się z Formuły E z końcem sezonu[30]. Miejsce ekipy zajął zespół Techeetah, której właścicielem jest chińska spółka China Media Capital[40]. Wielu pracowników z japońskiego zespołu zachowało swoje stanowiska w nowej ekipie.
- Zespół Dragon Racing, który korzystał z układu napędowego Venturi, zaczął korzystać z własnych układów[41]. W lipcu 2016, partnerem amerykańskiej ekipy została firma Faraday Future, zajmująca się rozwojem technologicznym[42].
- BMW Motorsport dołączył do Formuły E jako partner ekipy Andretti[34].

### Zmiany wśród kierowców

#### Przed sezonem
- Mistrz Formuły 3, Felix Rosenqvist zajął miejsce Bruno Senny w zespole Mahindra Racing[43].
- Trzykrotny mistrz WTCC, José María López zasilił szeregi ekipy DS Virgin Racing[1].
- Maro Engel został kierowcą ekipy Venturi, w miejsce Mike’a Conwaya, który skupił się na wyścigach długodystansowych[9]. Był to pierwszy sezon Engela w samochodach jednomiejscowych od 2007.
- Jean-Éric Vergne przeniósł się z DS Virgin Racing do Techeetah[31]. Jego kolegą zespołowym został Ma Qinghua.
- António Félix da Costa zastąpił Simonę de Silvestro w zespole MS Amlin Andretti[38].
- Kierowcami Panasonic Jaguar Racing w ich pierwszym sezonie zostali Mitch Evans i Adam Carroll[44].

#### W trakcie sezonu
- Po ePrix Buenos Aries, Esteban Gutiérrez zajął miejsce Ma Qinghua[32]. Natomiast Meksykanin po rundzie w Paryżu przeniósł się do serii IndyCar, a do końca sezonu, drugi kokpit Techeetah zajął Stéphane Sarrazin, dotychczas reprezentant ekipy Venturi[33]. Miejsce Sarrazina w monakijskim zespole zajął Tom Dillmann[8].
- Maro Engel i Loïc Duval, z powodu kolizji terminów z wyścigiem DTM na torze EuroSpeedway Lausitz, nie wzięli udziału w ePrix Paryża[45]. Ich miejsca zajęli odpowiednio Tom Dillmann (w Venturi) i Mike Conway (w Dragon Racing)[45].
- Z powodu kolizji terminów z wyścigiem 6-godzinnym wyścigiem na torze Nurburgring, José María López i Sébastien Buemi nie wystartowali w ePrix Nowego Jorku. Ich zastępcami zostali odpowiednio Alex Lynn (w Virgin) i Pierre Gasly (w e.dams)[3][17].

## Kalendarz
| Wyścig | Data                | Miasto       | Tor                                               | Schemat |
| ------ | ------------------- | ------------ | ------------------------------------------------- | ------- |
| 1      | 9 października 2016 | Hongkong     | Hong Kong Central Harbourfront Circuit            |         |
| 2      | 12 listopada 2016   | Marrakesz    | Circuit International Automobile Moulay El Hassan |         |
| 3      | 18 lutego 2017      | Buenos Aires | Puerto Madero Street Circuit                      |         |
| 4      | 1 kwietnia 2017     | Meksyk       | Autódromo Hermanos Rodríguez                      |         |
| 5      | 13 maja 2017        | Monako       | Circuit de Monaco                                 |         |
| 6      | 20 maja 2017        | Paryż        | Paris Street Circuit                              |         |
| 7      | 10 czerwca 2017     | Berlin       | Tempelhof Airport Street Circuit                  |         |
| 8      | 11 czerwca 2017     | Berlin       | Tempelhof Airport Street Circuit                  |         |
| 9      | 15 lipca 2017       | Nowy Jork    | Brooklyn Street Circuit                           |         |
| 10     | 16 lipca 2017       | Nowy Jork    | Brooklyn Street Circuit                           |         |
| 11     | 29 lipca 2017       | Montreal     | Montreal Street Circuit                           |         |
| 12     | 30 lipca 2017       | Montreal     | Montreal Street Circuit                           |         |

### Zmiany w kalendarzu
- Pierwotnie w kalendarzu znajdował się wyścig w Brukseli, zaplanowany na 1 lipca[46]. Jednak z powodu braku znalezienia odpowiedniej lokalizacji do organizacji wyścigu postanowiono o anulowaniu rundy, w zamian za to ePrix Berlina stało się podwójną eliminacją[47].
- Do kalendarza dodano wyścigi w Hongkongu, Marrakeszu, Meksyku, Montrealu i w Nowym Jorku[46]. Natomiast zdjęto wyścigi w Long Beach, Pekinie, Putrajayi, Punta del Este i w Londynie[46]. W harmonogramie ponownie znalazł się wyścig w Monako[46].

## Wyniki
| Runda | Miasto       | Pole position     | Najszybsze okrążenie | Zwycięzca (kierowcy) | Zwycięzca (zespoły)       | Wyniki |
| ----- | ------------ | ----------------- | -------------------- | -------------------- | ------------------------- | ------ |
| 1     | Hongkong     | Nelson Piquet Jr. | Felix Rosenqvist     | Sébastien Buemi      | Renault e.Dams            | Wyniki |
| 2     | Marrakesz    | Felix Rosenqvist  | Loïc Duval           | Sébastien Buemi      | Renault e.Dams            | Wyniki |
| 3     | Buenos Aires | Lucas Di Grassi   | Felix Rosenqvist     | Sébastien Buemi      | Renault e.Dams            | Wyniki |
| 4     | Meksyk       | Oliver Turvey     | Sébastien Buemi      | Lucas Di Grassi      | ABT Schaeffler Audi Sport | Wyniki |
| 5     | Monako       | Sébastien Buemi   | Sam Bird             | Sébastien Buemi      | Renault e.Dams            | Wyniki |
| 6     | Paryż        | Sébastien Buemi   | Sam Bird             | Sébastien Buemi      | Renault e.Dams            | Wyniki |
| 7     | Berlin       | Lucas Di Grassi   | Mitch Evans          | Felix Rosenqvist     | Mahindra Racing           | Wyniki |
| 8     | Berlin       | Felix Rosenqvist  | Maro Engel           | Sébastien Buemi      | Renault e.Dams            | Wyniki |
| 9     | Nowy Jork    | Alex Lynn         | Maro Engel           | Sam Bird             | DS Virgin Racing          | Wyniki |
| 10    | Nowy Jork    | Sam Bird          | Daniel Abt           | Sam Bird             | DS Virgin Racing          | Wyniki |
| 11    | Montreal     | Lucas Di Grassi   | Loïc Duval           | Lucas Di Grassi      | ABT Schaeffler Audi Sport | Wyniki |
| 12    | Montreal     | Felix Rosenqvist  | Nicolas Prost        | Jean-Éric Vergne     | Techeetah                 | Wyniki |

## Klasyfikacje
| Legenda oznaczeń w tabelach wyników Wyświetl szablon na nowej stronie | Legenda oznaczeń w tabelach wyników Wyświetl szablon na nowej stronie                                                                     |
| Oznaczenie                                                            | Wyjaśnienie |
| --------------------------------------------------------------------- | --- |
| Złoty                                                                 | Zwycięzca lub mistrzostwo |
| Srebrny                                                               | 2. miejsce lub wicemistrzostwo |
| Brązowy                                                               | 3. miejsce lub II wicemistrzostwo |
| Zielony                                                               | Ukończył, punktował (w klasyfikacji generalnej, gdy zdobył co najmniej jeden punkt na przestrzeni sezonu, poza trzema powyższymi opcjami) |
| Niebieski                                                             | Ukończył, nie punktował (w klasyfikacji generalnej, gdy nie zdobył co najmniej jednego punktu na przestrzeni sezonu)                      |
| Czerwony                                                              | Nie zakwalifikował się (NZ) |
| Czerwony                                                              | Nie prekwalifikował się (NPK) |
| Różowy                                                                | Nie ukończył (NU) |
| Różowy                                                                | Niesklasyfikowany (NS) (w klasyfikacji generalnej, gdy nie został sklasyfikowany w żadnym wyścigu sezonu)                                 |
| Czarny                                                                | Zdyskwalifikowany (DK) |
| Czarny                                                                | Wykluczony (WYK/EX) |
| Biały                                                                 | Nie wystartował (NW) |
| Biały                                                                 | Kontuzjowany (K/INJ) |
| Biały                                                                 | Wyścig odwołany (OD/C) |
| Bez koloru                                                            | Został wycofany (WYC/WD) |
| Bez koloru                                                            | Nie przybył (NP/DNA) |
| Bez koloru                                                            | Nie brał udziału w treningach (NT/DNP) |
| Bez koloru                                                            | Nie został zgłoszony (–) |
| Pogrubienie                                                           | Start z pole position |
| Kursywa                                                               | Najszybsze okrążenie wyścigu |
| †                                                                     | Nie ukończył, ale jego rezultat został zaliczony ze względu na przejechanie więcej niż 90% dystansu wyścigu.                              |
| *                                                                     | Sezon w trakcie |
| 1/2/3                                                                 | Punktowana pozycja w sprincie kwalifikacyjnym                                                                                             |
| Lista systemów punktacji Formuły 1                                    | |

### Kierowcy
| Poz. | Kierowca               | Hongkong | Maroko | Argentyna | Meksyk | Monako | Francja | Niemcy | Niemcy | Stany Zjednoczone | Stany Zjednoczone | Kanada | Kanada | Punkty |
| ---- | ---------------------- | -------- | ------ | --------- | ------ | ------ | ------- | ------ | ------ | ----------------- | ----------------- | ------ | ------ | ------ |
| 1    | Lucas Di Grassi        | 2        | 5      | 3         | 1      | 2      | NU      | 2      | 3      | 4                 | 5                 | 1      | 7      | 181    |
| 2    | Sébastien Buemi        | 1        | 1      | 1         | 14     | 1      | 1       | DK     | 1      | –                 | –                 | DK     | 11     | 157    |
| 3    | Felix Rosenqvist       | 15       | 3      | 18        | 16     | 6      | 4       | 1      | 2      | 15                | 2                 | 9      | 2      | 127    |
| 4    | Sam Bird               | 13       | 2      | NU        | 3      | NU     | 16      | 7      | 7      | 1                 | 1                 | 5      | 4      | 122    |
| 5    | Jean-Éric Vergne       | NU       | 8      | 2         | 2      | NU     | NU      | 8      | 6      | 2                 | 8                 | 2      | 1      | 117    |
| 6    | Nicolas Prost          | 4        | 4      | 4         | 5      | 9      | 5       | 5      | 8      | 8                 | 6                 | 6      | NU     | 93     |
| 7    | Nick Heidfeld          | 3        | 9      | 15        | 12     | 3      | 3       | 3      | 10     | NU                | 3                 | NU     | 5      | 88     |
| 8    | Daniel Abt             | NU       | 6      | 7         | 7      | 7      | 13      | 6      | 4      | 14                | NU                | 4      | 6      | 67     |
| 9    | José María López       | NU       | 10     | 10        | 6      | NU     | 2       | 4      | 5      | –                 | –                 | NU     | 3      | 65     |
| 10   | Stéphane Sarrazin      | 10       | 12     | 12        | 15     | 15     | 10      | 11     | 14     | 3                 | 12                | 3      | 8      | 36     |
| 11   | Nelson Piquet Jr.      | 11       | 16     | 5         | 9      | 4      | 7       | 12     | 12     | 11                | 16                | 13     | 16     | 33     |
| 12   | Oliver Turvey          | 8        | 7      | 9         | NU     | 13     | 12      | 10     | 9      | 6                 | 14                | 15     | 17     | 26     |
| 13   | Robin Frijns           | 6        | 11     | 14        | 11     | 12     | 6       | 17     | 18     | 9                 | 9                 | 8      | 13     | 24     |
| 14   | Mitch Evans            | NU       | 17     | 13        | 4      | 10     | 9       | NU     | 17     | NU                | NU                | 7      | 12     | 22     |
| 15   | Loïc Duval             | 14       | 18     | 6         | NU     | NU     | –       | 15     | NU     | 5                 | 13                | NU     | 19     | 20     |
| 16   | Pierre Gasly           | –        | –      | –         | –      | –      | –       | –      | –      | 7                 | 4                 | –      | –      | 18     |
| 17   | Maro Engel             | 9        | NU     | NU        | NU     | 5      | –       | 9      | NU     | NU                | NU                | 12     | 18     | 16     |
| 18   | Jérôme d’Ambrosio      | 7        | 13     | 8         | 13     | NU     | NU      | 13     | 13     | NU                | 10                | 11     | 9      | 13     |
| 19   | Tom Dillmann           | –        | –      | –         | –      | –      | 8       | 18     | 15     | 13                | 7                 | 10     | 10     | 12     |
| 20   | António Félix da Costa | 5        | NU     | 11        | NU     | 11     | NU      | 16     | 11     | 12                | 15                | 14     | 15     | 10     |
| 21   | Adam Carroll           | 12       | 14     | 17        | 8      | 14     | 15      | 14     | 16     | 10                | 11                | 16     | 14     | 5      |
| 22   | Esteban Gutiérrez      | –        | –      | –         | 10     | 8      | 11      | –      | –      | –                 | –                 | –      | –      | 5      |
| 23   | Alex Lynn              | –        | –      | –         | –      | –      | –       | –      | –      | NU                | NU                | –      | –      | 0      |
| 24   | Mike Conway            | –        | –      | –         | –      | –      | 14      | –      | –      | –                 | –                 | –      | –      | 0      |
| 25   | Ma Qinghua             | NU       | 15     | 16        | –      | –      | –       | –      | –      | –                 | –                 | –      | –      | 0      |
| Poz. | Kierowca               | Hongkong | Maroko | Argentyna | Meksyk | Monako | Francja | Niemcy | Niemcy | Stany Zjednoczone | Stany Zjednoczone | Kanada | Kanada | Punkty |

### Zespoły
| Poz. | Zespół                       | #  | Hongkong | Maroko | Argentyna | Meksyk | Monako | Francja | Niemcy | Niemcy | Stany Zjednoczone | Stany Zjednoczone | Kanada | Kanada | Punkty |
| ---- | ---------------------------- | -- | -------- | ------ | --------- | ------ | ------ | ------- | ------ | ------ | ----------------- | ----------------- | ------ | ------ | ------ |
| 1    | Renault e.Dams               | 8  | 4        | 4      | 4         | 5      | 9      | 5       | 5      | 8      | 8                 | 6                 | 6      | NU     | 268    |
| 1    | Renault e.Dams               | 9  | 1        | 1      | 1         | 14     | 1      | 1       | DK     | 1      | 7                 | 4                 | DK     | 11     | 268    |
| 2    | ABT Schaeffler Audi Sport    | 11 | 2        | 5      | 3         | 1      | 2      | NU      | 2      | 3      | 4                 | 5                 | 1      | 7      | 248    |
| 2    | ABT Schaeffler Audi Sport    | 66 | NU       | 6      | 7         | 7      | 7      | 13      | 6      | 4      | 14                | NU                | 4      | 6      | 248    |
| 3    | Mahindra Racing              | 19 | 15       | 3      | 18        | 16     | 6      | 4       | 1      | 2      | 15                | 2                 | 9      | 2      | 215    |
| 3    | Mahindra Racing              | 23 | 3        | 9      | 15        | 12     | 3      | 3       | 3      | 10     | NU                | 3                 | NU     | 5      | 215    |
| 4    | DS Virgin Racing             | 2  | 13       | 2      | NU        | 3      | NU     | 16      | 7      | 7      | 1                 | 1                 | 5      | 4      | 190    |
| 4    | DS Virgin Racing             | 37 | NU       | 10     | 10        | 6      | NU     | 2       | 4      | 5      | NU                | NU                | NU     | 3      | 190    |
| 5    | Techeetah                    | 25 | NU       | 8      | 2         | 2      | NU     | NU      | 8      | 6      | 2                 | 8                 | 2      | 1      | 156    |
| 5    | Techeetah                    | 33 | NU       | 15     | 16        | 10     | 8      | 12      | 11     | 14     | 3                 | 12                | 3      | 8      | 156    |
| 6    | NextEV NIO                   | 3  | 11       | 16     | 5         | 9      | 4      | 7       | 12     | 12     | 11                | 16                | 13     | 16     | 59     |
| 6    | NextEV NIO                   | 88 | 8        | 7      | 9         | NU     | 13     | 12      | 10     | 9      | 6                 | 14                | 15     | 17     | 59     |
| 7    | MS Amlin Andretti            | 27 | 6        | 11     | 14        | 11     | 12     | 6       | 17     | 18     | 9                 | 9                 | 8      | 13     | 34     |
| 7    | MS Amlin Andretti            | 28 | 5        | NU     | 11        | NU     | 11     | NU      | 16     | 11     | 12                | 15                | 14     | 15     | 34     |
| 8    | Faraday Future Dragon Racing | 6  | 14       | 18     | 6         | NU     | NU     | 14      | 15     | NU     | 5                 | 13                | NU     | 19     | 33     |
| 8    | Faraday Future Dragon Racing | 7  | 7        | 13     | 8         | 13     | NU     | NU      | 13     | 13     | NU                | 10                | 11     | 9      | 33     |
| 9    | Venturi                      | 4  | 10       | 12     | 12        | 15     | 15     | 10      | 18     | 15     | 13                | 7                 | 10     | 10     | 30     |
| 9    | Venturi                      | 5  | 9        | NU     | NU        | NU     | 5      | 8       | 9      | NU     | NU                | NU                | 12     | 18     | 30     |
| 10   | Panasonic Jaguar Racing      | 20 | NU       | 17     | 13        | 4      | 10     | 9       | NU     | 17     | NU                | NU                | 7      | 12     | 27     |
| 10   | Panasonic Jaguar Racing      | 47 | 12       | 14     | 17        | 8      | 14     | 15      | 14     | 16     | 10                | 11                | 16     | 14     | 27     |
| Poz. | Zespół                       | #  | Hongkong | Maroko | Argentyna | Meksyk | Monako | Francja | Niemcy | Niemcy | Stany Zjednoczone | Stany Zjednoczone | Kanada | Kanada | Punkty |